# Linia kolejowa Žilina – Svrčinovec zastávka
Linia kolejowa Žilina – Svrčinovec zastávka – linia kolejowa na Słowacji, biegnąca przez kraj żyliński, od Żyliny do granicy z Czechami w okolicach Świerczynowca. Stanowiła część dawnej Kolei Koszycko-Bogumińskiej. Została otwarta 8 stycznia 1871 roku.